# Эльбердов, Хасан Увжукович
Хасан Увжукович Эльбердов (кабард.-черк. Елбэрд Увжыкъуэ и къуэ Хьэсэн; 1886—1967) — российский и советский общественный деятель и просветитель. Видный исследователь кабардино-черкесского языка.

## Биография
Родился 15 марта 1886 года в селении Тыжево (ныне Кишпек), Баксанского района Российской империи. Родители занимались сельским хозяйством, имели середняцкое хозяйство.
Обучался в медресе, но по его словам, подлинные знания получил лишь начав работать с известным просветителем Нури Цаговым.
В 1905 году вместе со своим учителем Мажидом Фанзиевым, разработали новую кабардинскую азбуку и букварь на основе арабского письма, которые использовались в медресе и первых светских кабардинских школах, до установления советской власти в Кабарде и перехода кабардинской письменности на латиницу.
После выхода букваря лично ходил по селениям Кабарды и распространял его среди народа.
В 1913 году принимал активное участие в Зольском восстании крестьян, вызванном захватом князьями общественных пастбищ.
Активный участник Революции 1917 года и Гражданской войны 1918—1920 годов. Организовал совместно с друзьями-революционерами крестьянские отряды, которые выступили против банды Серебрякова, принимал участие в большевистских съездах в Нальчике и во Владикавказе.
После Гражданской войны работал учителем, был одним из организаторов народного просвещения в республике — им основаны первые советские школы в нескольких сёлах.
В 1931—1933 годах работал преподавателем родного языка на двухгодичных учительских курсах при пединституте в городе Пятигорск.
С 1933 года — преподаватель на кафедре языкознания филологического факультета Кабардино-Балкарского педагогического института.
Избирался депутатом Верховного Совета Кабардино-Балкарской АССР в 1947—1959 годах.
Умер в 1967 году в городе Нальчике, похоронен на кладбище родного села Кишпек.

## Труды
Работы написанные до 1930 года утеряны.
- Артель / Нури Цагов, Али Шогенцуков, Хасан Эльбердов — 1930.
- Кабардинские пословицы — 1947.

## Звания и награды
Заслуженный учитель Кабардинской АССР, Заслуженный деятель науки Кабардинской АССР, Отличник народного просвещения СССР.
Награждён орденами Трудового Красного Знамени, Знак Почёта, медалью «За доблестный труд».

## Память
В 1996 году в честь Х. У. Эльбердова названа улица в городе Нальчик.